# Manj ogrožena vrsta
Manj ogrožena vrsta (angleško Lower Risk, okrajšava LR) je opuščena kategorija Rdečega seznama Svetovne zveze za varstvo narave (IUCN), v katero so uvrščali živeče vrste ali nižje taksone izven neposredne nevarnosti za izumrtje. Kategorijo so vsebovale različica 2.3 kriterijev za uvrstitev v Rdeči seznam iz leta 1994 in starejše. Razdeljena je bila v tri podkategorije:
- Varstveno odvisna vrsta (LR/cd - Conservation Dependent)
- Potencialno ogrožena vrsta (LR/nt - Near Threatened)
- Najmanj ogrožena vrsta (LR/lc - Least Concern)

Leta 2001 je izšla različica 3.1 kriterijev, po kateri kategorija Manj ogrožena vrsta ne obstaja več. Prva podkategorija je bila tako združena s kategorijo Potencialno ogrožena vrsta, preostali dve pa sta od takrat samostojni kategoriji za taksone izven nevarnosti.
Kljub temu, da kategorija ne obstaja več, je danes še precej živali in rastlin, ki so klasificirani kot LR/cd, LR/nt ali LR/lc. Gre za taksone, katerih varstveni status ni bil ponovno ocenjen že vsaj od leta 2000. Takšna je na primer evropska snežna voluharica (LR/nt, zadnjič ocenjena leta 1996).